# Shipbourne
Shipbourne è un villaggio situato nella contea di Kent, in Inghilterra. Attraversato dal fiume Bourne, il paese si trova tra le città di Sevenoaks e Tonbridge.